# Daegu KOGAS Pegasus
I Daegu KOGAS Pegasus sono una società professionistica di pallacanestro sudcoreana con sede a Taegu che partecipa alla Korean Basketball League (KBL), la massima divisione del campionato sudcoreano. Fondati a Incheon, nella loro storia hanno utilizzato diverse denominazioni: Incheon Daewoo Zeus, Incheon Shinsegi Bigs, Incheon SK Bigs, Incheon Electroland Black Slamer, Incheon Electroland Elephants. Nel 2021 hanno assunto la denominazione attuale.